# Ezra Furman
Ezra Furman, född 5 september 1986, är en amerikansk musiker och låtskrivare. Hon är för närvarande aktiv som soloartist och turnerar med sitt band The Visions.
Furman är jude. Hennes far kommer från en judisk familj och hennes mor är en judisk konvertit.. Furman är bisexuell och transkvinna och anger sina pronomen som hon/hennes.

## Karriär

### The Year of No Returning
Efter att ha turnerat med albumet Mysterious Power spelade Furman in en soloskiva med namnet The Year of No Returning. Hon samlade in donationer via Kickstarter för att finansiera en studio och utgåva av albumet. Albumet var inspelat vid Studio Ballistico, belägen vid detta tillfälle i Furmans hem, och producerat av Tim Sandusky som också bor där. Albumet släpptes i februari 2012. Vid årets slut hade Furman skrivit kontrakt med Bar/None Records och släppte sommaren 2013 en omgjord utgåva av albumet The Year of No Returning.

### Day of the Dog
Furman släppte albumet Day of the Dog i oktober 2013, också producerat av Tim Sandusky, inspelat vid Studio Ballistico och släppt via Bar/None Records. Här blev Furman uppmärksammad i press och media i UK och fick en 5/5 recension av The Guardian av Michael Hann: "Ezra Furman has made an album of classicist rock'n'roll that never feels like an exercise, but a living, breathing piece of self expression", och en 8/10 recension i NME: "A bratty, ragged take on New York Dolls, Spector-era Ramones and E Street Band carnival rock. An unexpected gem."
Bandet turnerade i Storbritannien 2014 och blev bemötta med positiv press och media. "The punk-fired rock'n'roller isn't too cool to be touched by a richly deserved rave reception", skrev Malcom Jack på The Guardian i en femstjärning recension. Turnén avslutades samma höst med ett slutsålt gig på klubben Scala, i London september 2014.

### Perpetual Motion People
Tidigt 2015 skrev Furman kontrakt med Bella Union och 27 april meddelade Furman att ett nytt album med titeln Perpetual Motion People skulle släppas den 6 juli i Europa och den 10 juli i USA.
2016 släppte Furman EP Big Fugitive Life. Skivan innehåller enligt Furman själv "a group of our favourite orphaned songs", fyra låtar som saknats på Perpetual Motion People och två låtar som skrevs kring utgåvan av The Year of No Returning.

### Transangelic Exodus
Transangelic Exodus, Furmans sjunde album, släpptes 9 februari 2018. Albumet handlar om Furman och en ängel, som försöker att komma undan en förtryckande regering.

### Övriga projekt
Furman skapade mycket av musiken till Netflix-serien Sex Education. Ljudspåren innehåller bland annat musik från Furmans tidigare album men även flera nya låtar som är skrivna till serien. Furman och hennes band deltog också som gäster i avsnitt 7 av seriens första säsong.

## Diskografi

### Album

#### Ezra Furman and the Harpoons
- Banging Down the Doors (2007)
- Inside the Human Body (2008)
- Mysterious Power (2011)

#### Ezra Furman & The Boy-Friends
- Day of the Dog (2013)
- Perpetual Motion People (2015)

Ezra Furman & The Visions
- Transangelic Exodus (2018)

#### Solo
- The Year of No Returning (2012)

### Extended
- Songs by Others (2016)
- Big Fugitive Life (2016)

### Singlar
- "My Zero"/"Caroline Jones" (2013)
- "Restless Year" (2015)
- "Lousy Connection" (2015)[20]